# Pero nigra
Pero nigra là một loài bướm đêm trong họ Geometridae.